# Przełęcz koło Drąga
Przełęcz koło Drąga (słow. Sedlo pod Drúkom, niem. Eisseejoch, węg. Jeges-tavi-hágó) – przełęcz w słowackich Tatrach Wysokich, położona na wysokości 2329 m n.p.m., między Zmarzłym Szczytem a Drągiem, od którego pochodzi jej nazwa. Jest najniższym punktem między Zmarzłym Szczytem a masywem Małej Kończystej. Przełęcz rozpoczyna Grań Kończystej, której kulminacją jest Kończysta. Dla taterników stanowi jedno z najdogodniejszych przejść pomiędzy Doliną Batyżowiecką a Doliną Złomisk. Nie prowadzą na nią żadne znakowane szlaki turystyczne, więc nie jest dostępna dla turystów.

## Historia
Pierwsze wejścia turystyczne:
- B. Łoś i Jędrzej Wala starszy, w 1860 r. – letnie,
- Gyula Hefty i Lajos Rokfalusy, 27 kwietnia 1913 r. – zimowe.

## Bibliografia

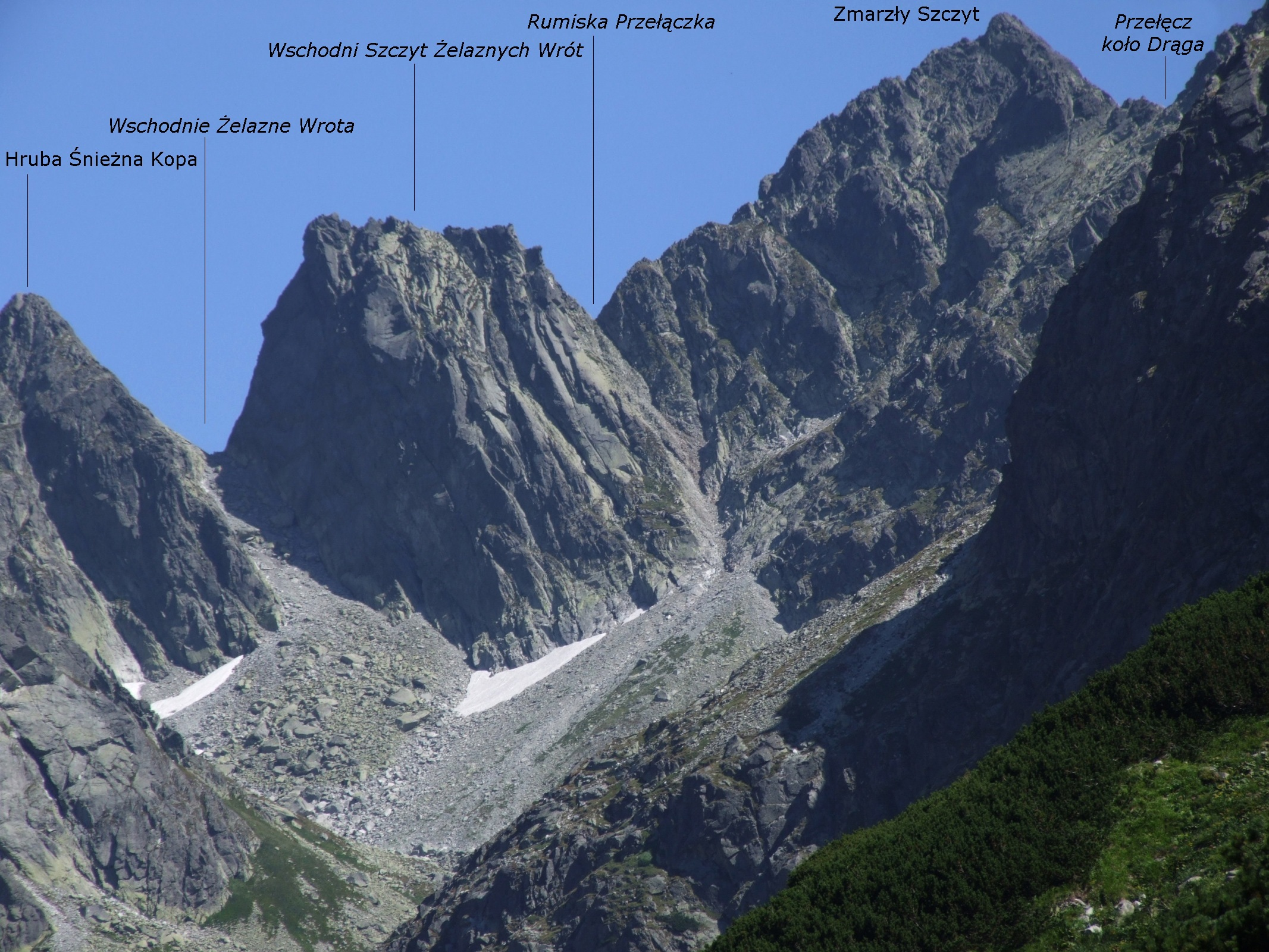
Widok od południowo-zachodniej strony